# Jihel
 (février 2019).
Si vous disposez d'ouvrages ou d'articles de référence ou si vous connaissez des sites web de qualité traitant du thème abordé ici, merci de compléter l'article en donnant les références utiles à sa vérifiabilité et en les liant à la section « Notes et références ».
 (février 2019).
Pour l’article ayant un titre homophone, voir JL.
Jacques Camille Lardie, dit Jihel, né le 26 juin 1947 à Périgueux, est un journaliste, photographe et artiste français.
Il est également actif dans les domaines de la lithographie, de la sérigraphie, de l'édition et du mail art. Proche des milieux libertaires, anarchistes et franc-maçons, il développe une œuvre satirique à forte connotation politique et historique.
Il réside actuellement[Quand ?] dans le sud-est de la France[réf. nécessaire].

## Biographie
Initialement libraire, Jacques Lardie développe dans les années 1970 une activité artistique et éditoriale polymorphe. Il signe la plupart de ses oeuvres sous pseudonyme de Jihel, mais utilise également d'autres signatures telles que Cyrus II, Tidial, ou Jaro.
Son travail mêle caricature politique, détournement historique, symbolisme maçonnique et satire sociale. Il crée de nombreuses séries de cartes postales, souvent éditées à tirages limités, ainsi que des affiches et des fanzines thématiques.

### Activités éditoriales
Il dirige deux maisons d'édition[Quand ?] :
- Les Éditions du Triangle
- Les Éditions de la Canetille

Dans les années 1980, il publie des artistes tels que Marc Lenzi, peintre de l'école de Nice, et participe à diverses initiatives éditoriales autour d'événements historiques, notamment le bicentenaire de la Révolution française (1989)[réf. nécessaire].

## Presse et publications
Jihel a collaboré à plusieurs journaux, dont Le Monde et la revue Élan poétique littéraire et pacifiste de Louis Lippens, dans laquelle il apparaît régulièrement entre 1981 et 1995. Il participe au no 100 aux côtés de dessinateurs comme Cabu, Plantu, Cardon, Siné ou Piem.
Il est aussi l'auteur de publications locales et satiriques sur des villes comme Nice, Limoges, Beaucaire ou Pau, sous forme de fanzines et cartes postales illustrées.

## Œuvre graphique
Son œuvre graphique, principalement en noir et blanc, explore plusieurs thématiques :
- Politique et Histoire
- Franc-maçonnerie
- Théâtre et figures historiques
- L'absinthe
- Allégories satiriques

Plusieurs séries se distinguent par leur volume et leur richesse iconographique, notamment :

### Séries maçonniques

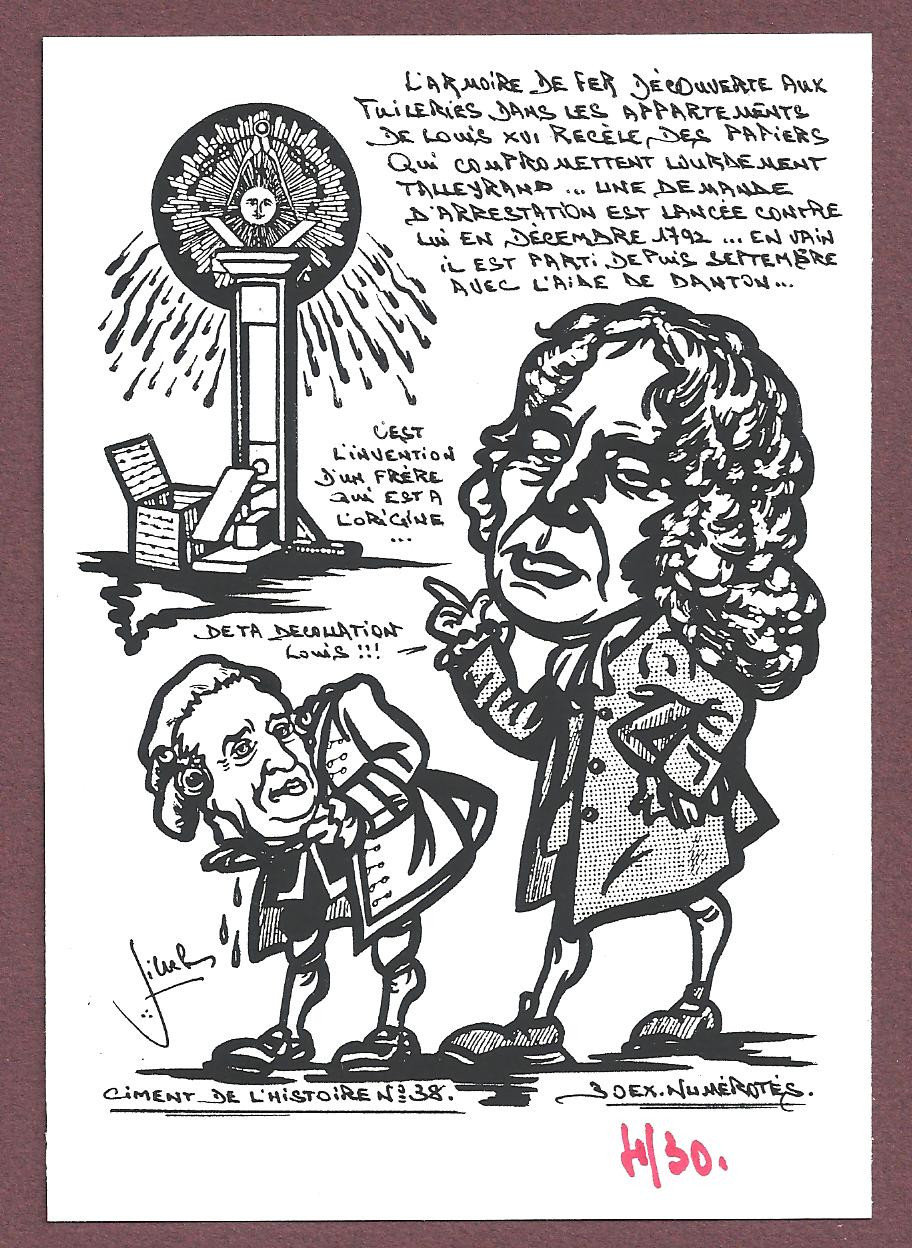
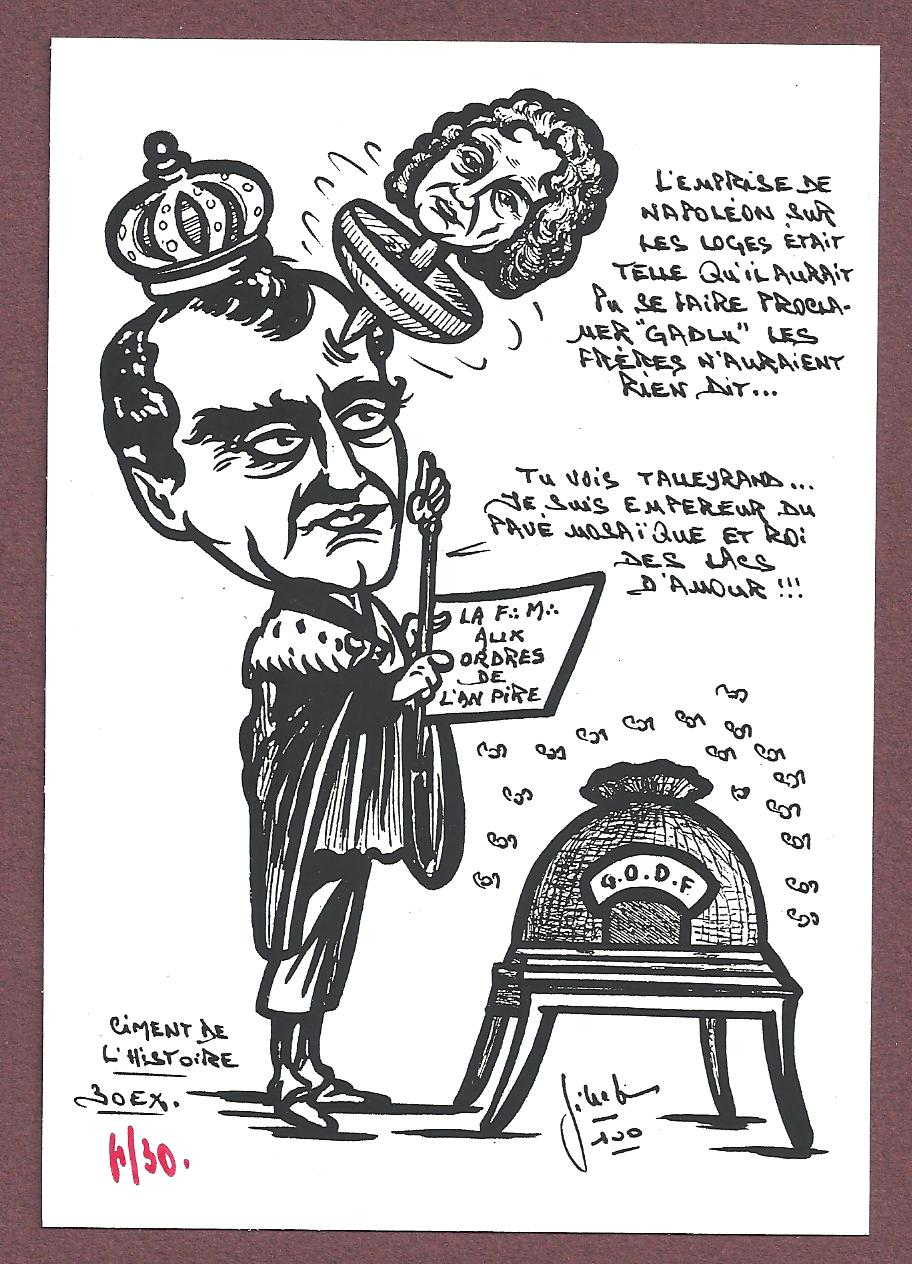

### Ciment de l'histoire
- La pierre brute (env. 300 cartes)
- La chaîne d'union brisée (333 cartes)
- L'acacia sous la porcelaine (Limoges)
- Les Trois points Pau (Pau, en hommage à son ami[réf. nécessaire] André Labarrère)
- L'atelier flamboyant, La loge clandestine, etc.

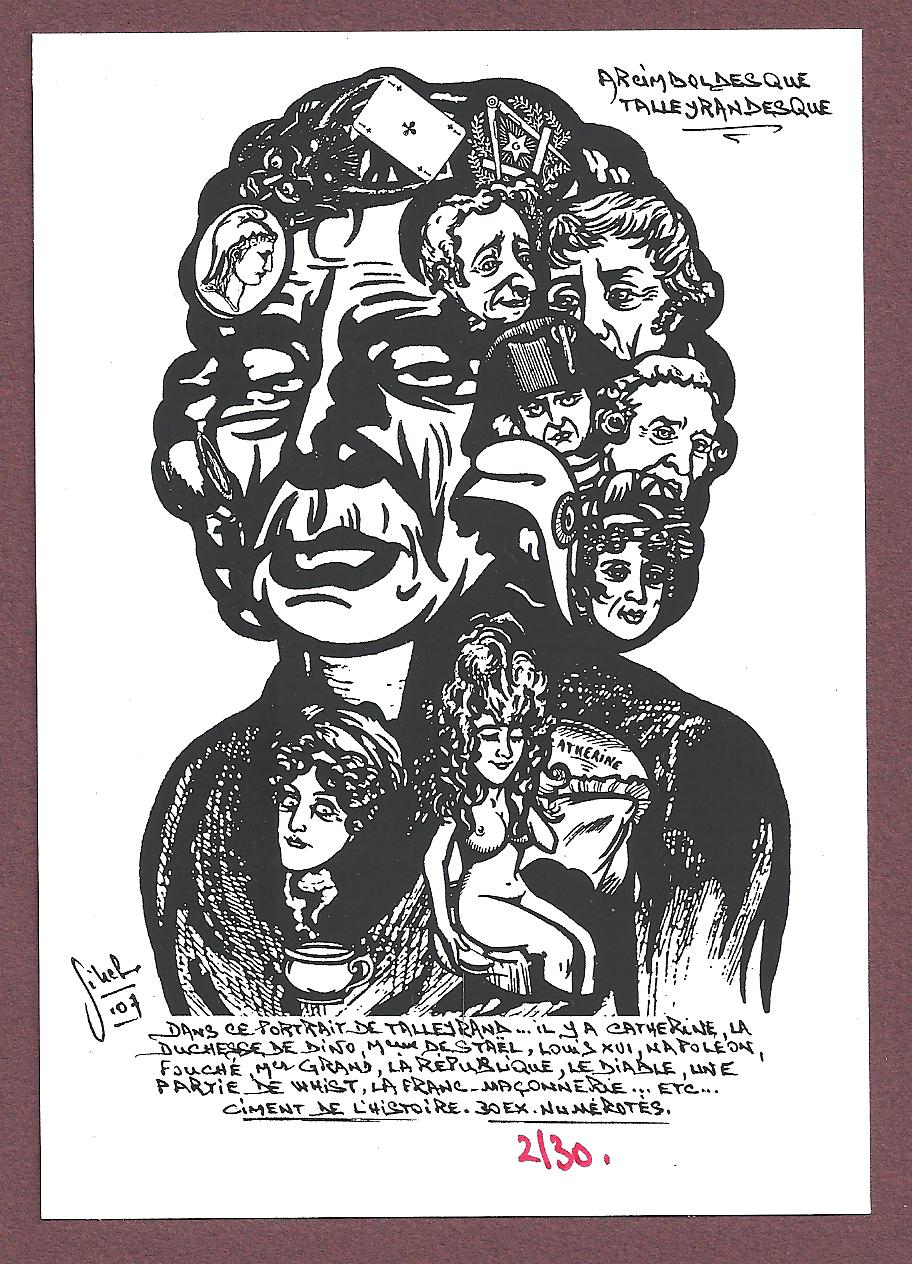

### Séries sur l'absinthe
- Les dégusteurs d'absinthe
- L'absinthe et le jeu
- Absinthe pas sainte
- Les absinthés (photomontages)

Un dessin représentant François Mitterrand figure dans l'ouvrage de Pierre-André Delachaux consacré à l'iconographie de l'absinthe.

## Expositions
Jihel a participé à de nombreuses expositions, dont :
- Exposition avec Siné (La Défense, 1982)
- Assemblée nationale sous la présidence de Philippe Séguin, Paris (1994)
- Manifestations sur l'art satirique et l'absinthe (Nice, 1975 ; Valence, 2005 ; Marseille, 2006)
- Expositions sur la Commune de Paris, la franc-maçonnerie, ou encore le génocide arménien.

## Mail art
Précurseur de l'art postal (ou mail art) en France, Jihel commence à envoyer des œuvres postales dès les années 1970, à des correspondants du monde artistique libertaire. Il participe à plusieurs expositions internationales d'art postal, notamment :
- Pézenas (2001)
- Die (2001)
- Forcalquier (2001)
- Manosque (2001)
- Roquevaire (2002)

## Œuvres dans les collections publiques
Certaines de ses œuvres sont conservées dans des institutions :
- Musée de Cahors Henri-Martin
- Centre national et musée Jean Jaurès[1](env. 500 dessins)
- Musée de la ville de Nouméa (env. 300 dessins)
- Musée de la franc-maçonnerie, Paris